# Sergio Lozano
Sergio Lozano (Ciudad de México, 5 de enero de 1990) es un actor mexicano de cine, televisión y teatro. Sergio se dio a conocer por su personaje de Joaquín en la serie de Telemundo Señora Acero.

## Biografía
De ascendencia mexicana y española, Sergio es el primero de su familia en entrar en el mundo de la actuación. Su padre, del mismo nombre, es un exitoso cirujano plástico y su madre, Dolores Montilla, es una destacada psicoanalista. Tiene una hermana mayor, Carolina.
En 2014 Telemundo le da la oportunidad de participar con el personaje de "Joaquín" en la serie exitosa "Señora Acero".
Una delicada cirugía en la columna vertebral, provocaría que Sergio abandonara los últimos dos meses de grabaciones de la serie para ser sometido a cirugía.
En enero de 2015 recibe la llamada de Telemundo para comunicarle que formaría parte de la segunda temporada de "Señora Acero".
En 2016 filma la serie M.I.N.T. producida y dirigida por Jorge Aragón y es invitado a protagonizar un capítulo de la serie "Había Una Vez". Cada capítulo basado en un cuento clásico, esta última dirigida y producida por Pitipol Ybarra.
Para 2018 escribe, dirige, produce y actúa en su cortometraje "Callback" para ser presentado en diversos festivales de cine. Entre ellos gana el premio a mejor director internacional en el Festival Internacional de Cortometrajes de Oregón, EE. UU.
Ese mismo año forma parte del elenco en la bioserie de la cantante de rock mexicana Alejandra Guzmán "La Guzmán" dándole vida al mánager de la cantante con el personaje de "Guillo".
En 2019 forma parte del elenco protagónico de la primera serie producida en México por Viacom International Studios para Paramount Channel y Amazon Prime Video para América Latina "Dani Who?" un thriller de ciencia ficción, dándole vida a "Sam Díaz".

## Trayectoria

### Cine
| Año  | Título        | Personaje | Notas |
| ---- | ------------- | --------- | --- |
| 2013 | SHHH!         | Hugo      | FICA |
| 2014 | Andrés        | Villa     | Cortometraje FICM y MSFF |
| 2015 | Ante Tus Ojos | Santiago  | Cortometraje |
| 2015 | Señoritas     | Paco      | Cortometraje |
| 2018 | Callback      | Diego     | Cortometraje Shorts México, Seminci, Nottingham International Film Festival, Shorts FEST, Oregón International Short film Festival |

### Televisión
| Año       | Título                       | Personaje      | Notas           |
| --------- | ---------------------------- | -------------- | --------------- |
| 2014-2016 | Señora Acero                 | Joaquín        | Episodios: 6-50 |
| 2017      | Érase una vez                | Carlos/Eduardo | Episodio 13     |
| 2019      | Dani Who?                    | Sam Díaz       | Episodio: 1-10  |
| 2019      | La Guzmán                    | Guillo         |                 |
| 2019      | M.I.N.T.                     | Nico           | Episodio: 1-10  |
| 2022      | Albertano contra los mostros | Donovan        |                 |
| 2024      | El amor no tiene receta      | Savon          |                 |

### Teatro
| Teatro | Teatro            | Teatro                    | Teatro             |
| Año    | Título            | Personaje                 | Notas              |
| ------ | ----------------- | ------------------------- | ------------------ |
| 2007   | The Odd Couple    | Mickey 'The Cop' / Manolo | Canadá             |
| 2010   | Romeo & Julieta   | Romeo                     |                    |
| 2016   | A Prueba De Deseo | Diego                     | Mircoteatro México |